# Ла-Бажол
Ла-Бажол (кат. La Vajol) - муніципалітет, розташований в Автономній області Каталонія, в Іспанії. Знаходиться у районі (кумарці) Ал Ампурда провінції Жирона, згідно з новою адміністративною реформою перебуватиме у складі Баґарії (округи) Жирона.

## Населення
Населення міста (у 2007 р.) становить 109 осіб (з них менше 14 років - 9,2%, від 15 до 64 - 69,7%, понад 65 років - 21,1%). У 2006 р. народжуваність склала 1 особа, смертність - 1 особа, зареєстровано 0 шлюбів. У 2001 р. активне населення становило 39 осіб, з них безробітних - 6 осіб.

Серед осіб, які проживали на території міста у 2001 р., 75 народилися в Каталонії (з них 50 осіб у тому самому районі, або кумарці), 10 осіб приїхало з інших областей Іспанії, а 8 осіб приїхало з-за кордону. 

Університетську освіту має 14% усього населення. 

У 2001 р. нараховувалося 40 домогосподарств (з них 35% складалися з однієї особи, 32,5% з двох осіб,12,5% з 3 осіб, 7,5% з 4 осіб, 10% з 5 осіб, 2,5% з 6 осіб, 0% з 7 осіб, 0% з 8 осіб і 0% з 9 і більше осіб).

Активне населення міста у 2001 р. працювало у таких сферах діяльності : у сільському господарстві - 3%, у промисловості - 6,1%, на будівництві - 18,2% і у сфері обслуговування - 72,7%. 

 У муніципалітеті або у власному районі (кумарці) працює 20 осіб, поза районом - 23 особи.

### Безробіття
У 2007 р. нараховувалося 4 безробітних (у 2006 р. - 3 безробітних), з них чоловіки становили 25%, а жінки - 75%.

## Економіка

### Підприємства міста

#### Промислові підприємства
| \| Промислові підприємства міста, за сферою діяльності \| Промислові підприємства міста, за сферою діяльності \| Промислові підприємства міста, за сферою діяльності \| \| Рік \| 2002 р. \| 2001 р. \| \| --------------------------------------------------- \| --------------------------------------------------- \| --------------------------------------------------- \| \| Енергетичні та водні ресурси \| *% \| *% \| \| Хімія та метали \| *% \| *% \| \| Переробка металів \| *% \| *% \| \| Продукти харчування \| *% \| *% \| \| Текстиль \| *% \| *% \| \| Виробництво меблів, видання \| *% \| *% \| \| Інше \| *% \| *% \| \| Усього підприємств \| 0 \| 0 \| |         |         |
| Промислові підприємства міста, за сферою діяльності |         |         |
| Рік | 2002 р. | 2001 р. |
| Енергетичні та водні ресурси | *%      | *%      |
| Хімія та метали | *%      | *%      |
| Переробка металів | *%      | *%      |
| Продукти харчування | *%      | *%      |
| Текстиль | *%      | *%      |
| Виробництво меблів, видання | *%      | *%      |
| Інше | *%      | *%      |
| Усього підприємств | 0       | 0       |

#### Роздрібна торгівля
| \| Підприємства роздрібної торгівлі міста, за сферою діяльності \| Підприємства роздрібної торгівлі міста, за сферою діяльності \| Підприємства роздрібної торгівлі міста, за сферою діяльності \| \| Рік \| 2002 р. \| 2001 р. \| \| ------------------------------------------------------------ \| ------------------------------------------------------------ \| ------------------------------------------------------------ \| \| Продукти харчування \| 50% \| 50% \| \| Одяг та взуття \| 0% \| 0% \| \| Товари для дому \| 0% \| 0% \| \| Книги та періодичні видання \| 0% \| 0% \| \| Промислова хімічна продукція \| 0% \| 0% \| \| Продукція, пов'язана з транспортними засобами \| 0% \| 0% \| \| Інше \| 50% \| 50% \| \| Усього підприємств \| 2 \| 2 \| |         |         |
| Підприємства роздрібної торгівлі міста, за сферою діяльності |         |         |
| Рік | 2002 р. | 2001 р. |
| Продукти харчування | 50%     | 50%     |
| Одяг та взуття | 0%      | 0%      |
| Товари для дому | 0%      | 0%      |
| Книги та періодичні видання | 0%      | 0%      |
| Промислова хімічна продукція | 0%      | 0%      |
| Продукція, пов'язана з транспортними засобами | 0%      | 0%      |
| Інше | 50%     | 50%     |
| Усього підприємств | 2       | 2       |

#### Сфера послуг
| \| Підприємства міста, що працюють у сфері послуг, за діяльністю \| Підприємства міста, що працюють у сфері послуг, за діяльністю \| Підприємства міста, що працюють у сфері послуг, за діяльністю \| \| Рік \| 2002 р. \| 2001 р. \| \| ------------------------------------------------------------- \| ------------------------------------------------------------- \| ------------------------------------------------------------- \| \| Гуртова торгівля \| 0% \| 0% \| \| Готелі та готельний бізнес \| 57,1% \| 100% \| \| Транспорт та зв'язок \| 14,3% \| 0% \| \| Посередницькі фінансові послуги \| 0% \| 0% \| \| Послуги підприємствам \| 28,6% \| 0% \| \| Послуги фізичним особам \| 0% \| 0% \| \| Нерухомість та ін. \| 0% \| 0% \| \| Усього підприємств \| 7 \| 3 \| |         |         |
| Підприємства міста, що працюють у сфері послуг, за діяльністю |         |         |
| Рік | 2002 р. | 2001 р. |
| Гуртова торгівля | 0%      | 0%      |
| Готелі та готельний бізнес | 57,1%   | 100%    |
| Транспорт та зв'язок | 14,3%   | 0%      |
| Посередницькі фінансові послуги | 0%      | 0%      |
| Послуги підприємствам | 28,6%   | 0%      |
| Послуги фізичним особам | 0%      | 0%      |
| Нерухомість та ін. | 0%      | 0%      |
| Усього підприємств | 7       | 3       |

## Житловий фонд
У 2001 р. 0% усіх родин (домогосподарств) мали житло метражем до 59 м², 20% - від 60 до 89 м², 45% - від 90 до 119 м² і
35% - понад 120 м².

З усіх будівель у 2001 р. 8,5% було одноповерховими, 69,5% - двоповерховими, 22
% - триповерховими, 0% - чотириповерховими, 0% - п'ятиповерховими, 0% - шестиповерховими,
0% - семиповерховими, 0% - з вісьмома та більше поверхами.

## Автопарк
| \| Автомобілі, зареєстровані у місті, за призначенням \| Автомобілі, зареєстровані у місті, за призначенням \| Автомобілі, зареєстровані у місті, за призначенням \| \| Рік \| 2006 р. \| 2005 р. \| \| -------------------------------------------------- \| -------------------------------------------------- \| -------------------------------------------------- \| \| Приватні автомобілі \| 56,1% \| 54% \| \| Мотоцикли \| 19,7% \| 20,2% \| \| Вантажівки \| 22% \| 24,2% \| \| Трактори \| 0% \| 0% \| \| Автобуси та ін. \| 2,3% \| 1,6% \| \| Усього автомобілів \| 132 шт. \| 124 шт. \| |         |         |
| Автомобілі, зареєстровані у місті, за призначенням |         |         |
| Рік | 2006 р. | 2005 р. |
| Приватні автомобілі | 56,1%   | 54%     |
| Мотоцикли | 19,7%   | 20,2%   |
| Вантажівки | 22%     | 24,2%   |
| Трактори | 0%      | 0%      |
| Автобуси та ін. | 2,3%    | 1,6%    |
| Усього автомобілів | 132 шт. | 124 шт. |

## Вживання каталанської мови
У 2001 р. каталанську мову у місті розуміли 97,8% усього населення (у 1996 р. - 100%), вміли говорити нею 93,5% (у 1996 р. - 
86,9%), вміли читати 92,4% (у 1996 р. - 76,2%), вміли писати 63
% (у 1996 р. - 44%). Не розуміли каталанської мови 2,2%.

## Політичні уподобання
У виборах до Парламенту Каталонії у 2006 р. взяло участь 46 осіб (у 2003 р. - 59 осіб). Голоси за політичні сили розподілилися таким чином:
| \| Вибори до Парламенту Каталонії \| Вибори до Парламенту Каталонії \| Вибори до Парламенту Каталонії \| \| Рік \| 2006 р. \| 2003 р. \| \| -------------------------------------- \| ------------------------------ \| ------------------------------ \| \| Конвергенція та Єднання (CiU) \| 39,1% \| 39% \| \| Соціалістична партія Каталонії (PSC) \| 19,6% \| 16,9% \| \| Народна партія (PP) \| 6,5% \| 11,9% \| \| Ініціатива за зелену Каталонію (IC) \| 8,7% \| 0% \| \| Республіканська лівиця Каталонії (ERC) \| 23,9% \| 27,1% \| \| Громадянська партія (C's) \| 0% \| 0% \| \| Інші \| 2,2% \| 5,1% \| |         |         |
| Вибори до Парламенту Каталонії |         |         |
| Рік | 2006 р. | 2003 р. |
| Конвергенція та Єднання (CiU) | 39,1%   | 39%     |
| Соціалістична партія Каталонії (PSC) | 19,6%   | 16,9%   |
| Народна партія (PP) | 6,5%    | 11,9%   |
| Ініціатива за зелену Каталонію (IC) | 8,7%    | 0%      |
| Республіканська лівиця Каталонії (ERC) | 23,9%   | 27,1%   |
| Громадянська партія (C's) | 0%      | 0%      |
| Інші | 2,2%    | 5,1%    |